# Veysi Kaynak

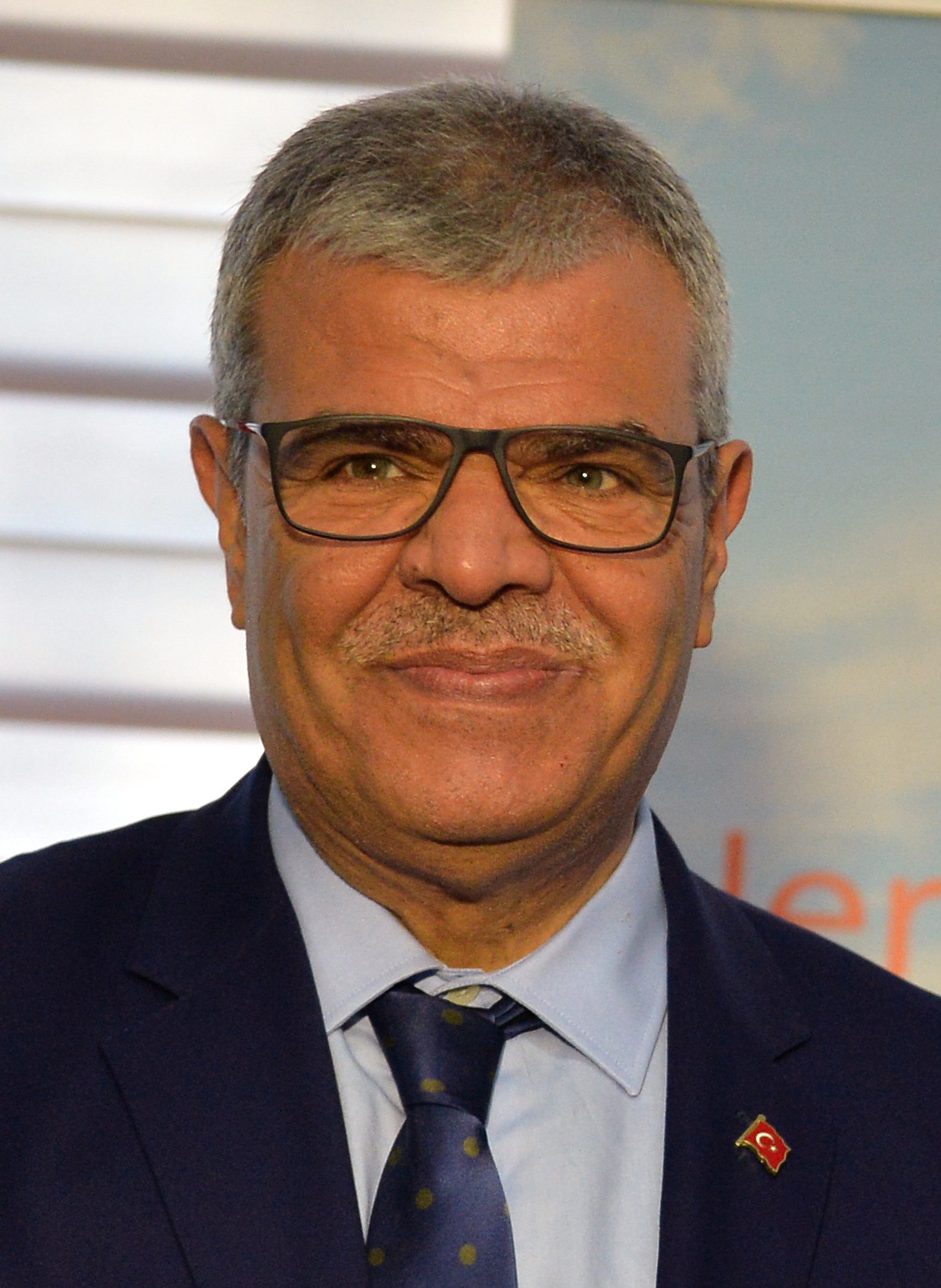
Veysi Kaynak

Veysi Kaynak (* 1. Januar 1962 in Kahramanmaraş) ist ein türkischer Politiker der Adalet ve Kalkınma Partisi (AKP). Er ist seit 2007 Abgeordneter der türkischen Nationalversammlung und war stellvertretender Ministerpräsident unter Binali Yıldırım.

## Leben
Veysi Kaynak wurde 1962 als Sohn von Yusuf Kenan und Sıdıka Kaynak in Kahramanmaraş im Südosten der Türkei geboren. Er besuchte bis 1981 eine İmam-Hatip-Schule in seiner Geburtsstadt und schloss 1985 ein rechtswissenschaftliches Studium an der Istanbul Üniversitesi ab. Anschließend arbeitete er als Rechtsanwalt und Vorstandsmitglied in der Privatwirtschaft. Im Jahr 1987 wurde er Generalsekretär der islamistischen Refah Partisi in Kahramanmaraş.
Schon früh war Kaynak für die islamistische Refah Partisi von Necmettin Erbakan in der Kommunalpolitik tätig. Er war von 1989 bis 1999 Stadtrat in Kahramanmaraş, Vorsitzender des Stadtrates und stellvertretender Bürgermeister. Von Januar bis April 1999 war er Bürgermeister der Stadt. Von 2002 bis 2007 war er Vorsitzender des Provinzverbandes der AKP in Kahramanmaraş.
Bei der Parlamentswahl 2007 wurde er zum Abgeordneten gewählt. Von 2011 bis 2015 fungierte er als stellvertretender Justizminister. Im Jahr 2014 repräsentierte er außerdem die Westeuropäischen Staaten als stellvertretender Präsident bei der jährlichen Mitgliederversammlung der Internationalen Anti-Korruptionsakademie.
2010 wurde er Vorsitzender einer Kommission, die den Hubschrauberabsturz untersuchen sollte, bei dem der Parteivorsitzende der Büyük Birlik Partisi (BBP), Muhsin Yazıcıoğlu, kurz vor der Kommunalwahl 2009 ums Leben gekommen war. Außerdem war er Präsident der interparlamentarischen Gruppe Türkei–Bahrain.
Kaynak wurde im Juni 2015 und bei der Neuwahl im November 2015 wiedergewählt. Er wurde Mitglied des Justizausschusses und stellvertretender Vorsitzender des Ausschusses für Sicherheit und Geheimdienste.
Nach dem Rücktritt von Ahmet Davutoğlu als Ministerpräsident und AKP-Vorsitzender am 5. Mai 2016 wurde Binali Yıldırım bei einem außerordentlichen Parteikongress zum neuen AKP-Vorsitzrenden gewählt und zwei Tage später neuer Ministerpräsident. Kaynak wurde mit Nurettin Canikli, Mehmet Şimşek, Numan Kurtulmuş und Tuğrul Türkeş Stellvertretender Ministerpräsident. Er war bis zu einer Kabinettsumbildung am 19. Juli 2017 im Amt.

## Privatleben
Veysi Kaynak ist mit Şule Kaynak verheiratet. Das Paar hat fünf Kinder.

## Kontroversen
Im Jahr 2010 hatte Veysi Kaynak versucht, Stimmungskarten von Abgeordneten, die nicht in der Sitzung anwesend waren, in einer Abstimmung einzubringen. Nachdem nur wenige AKP-Abgeordnete anwesend waren und damit der Erfolg der Abstimmung im Sinne der Regierung gefährdet war, versuchte er so die Abstimmung zugunsten der Regierung zu beeinflussen. Kaynak hatte in der Abstimmung u. a. einen umstrittenen Gesetzentwurf vorgelegt, mit dem Haftstrafen für Beamte und Politiker abgeschafft werden sollten, die sich der Korruption oder des Amtsmissbrauchs schuldig machen.